# Klaus Holzkamp
Klaus Holzkamp (Berlín, 30 de noviembre de 1927 – Berlín, 1 de noviembre de 1995) fue un psicólogo alemán y figura clave de la Psicología Crítica surgida con el movimiento estudiantil de 1968 en el Psychologische Institut (Instituto Psicológico) de la Universidad Libre de Berlín. Tras una primera etapa de crítica constructivista de la psicología experimental dominante en Alemania, el movimiento universitario lo confrontó con su crítica de la función política y social de esa psicología.
Para Klaus Holzkamp, esta crítica no se traducía necesariamente en un rechazo a la psicología, sino que se conectaba con la cuestión de la elaboración científica de conceptos psicológicos más adecuados y menos parciales acerca de la subjetividad humana, conceptos que no negaran las contradicciones sociales ni las perspectivas emancipadoras. En un proceso de búsqueda y reorientación, Holzkamp encontró la clave para resolver este problema en la propuesta de Alekséi N. Leóntiev de utilizar una «aproximación histórica en las investigaciones de la psique humana». Sobre esa base, en la década de 1970, Klaus Holzkamp, Ute H.-Osterkamp, Volker Schurig y otras figuras fundadoras de la Psicología Crítica berlinesa realizaron una serie de reconstrucciones empírico-históricas sobre el psiquismo humano y sus funciones. En su obra principal, la Grundlegung der Psychologie (Fundamentación de la psicología), de 1983, Holzkamp conjugó los resultados de esas investigaciones desarrollando la Psicología Crítica en la perspectiva de una ciencia marxista del sujeto, con la «capacidad de acción» como categoría central. En adelante, casi todos los trabajos y proyectos de Holzkamp y su círculo hicieron referencia esencial a los conceptos y enfoques elaborados en esta obra; así también en su última monografía, Aprender: fundamentación sujeto-científica  y en sus reflexiones en torno a la cuestión de la «conducta de vida», publicadas póstumamente.
Después de la reunificación alemana de 1989, en el transcurso de dos décadas, el proyecto de la Psicología Crítica holzkampiana perdió su espacio institucional en la Universidad Libre de Berlín. Tras la muerte de Klaus Holzkamp en 1995, la universidad no volvió a ocupar el puesto de su cátedra. Muchos contenidos de Psicología Crítica fueron desapareciendo del currículo a medida que se retiraban los docentes. La universidad redujo el personal docente y de servicios, y se restringieron las estructuras de cogestión estudiantil. Al mismo tiempo, se introdujo un sistema de exámenes permanentes estrictamente ligado a currículos establecidos de manera externa. En lugar de la pluralidad de enfoques que había distinguido los estudios en el denominado «Instituto Holzkamp», se impusieron finalmente las posiciones del mainstream psicológico.
Más allá de los centros institucionales surgieron, con el tiempo, redes de psicólogas y psicólogos críticos de la primera, segunda y tercera generación. No obstante, la referencia a Holzkamp se limitó sobre todo al ámbito de las lenguas germánicas, mientras que en otros ámbitos lingüísticos su obra era poco conocida. Solo en 2015 se publicó en castellano una compilación relativamente amplia de artículos de Holzkamp, y desde 2016 también existe una sección dedicada a Klaus Holzkamp en español en la revista digital Teoría y Crítica de la Psicología.

## Vida y obra

### Infancia y juventud
Holzkamp nació en 1927 en Berlín, en una familia de pequeños fabricantes de productos de perfumería y cosmética. De los siete a los quince años de edad fue a la escuela normal primaria y secundaria en Berlín. A comienzos de 1943 ingresó al internado Internatsgymnasium Pädagogium Bad Sachsa, ubicado en la región del Harz. En agosto de 1944, a los diecisiete años de edad, fue reclutado como operador de radio para el Reichsarbeitsdienst (Servicio de Trabajo del Reich). Cumpliendo esa función, sirvió en el ejército alemán durante los últimos meses de la Segunda Guerra Mundial. En mayo de 1945, durante la retirada de la fuerza militar alemana, huyendo del ejército rojo, fue tomado prisionero por el ejército estadounidense. En febrero de 1946 quedó en libertad y regresó al internado. Un año más tarde, enfermo de tuberculosis, regresó a la casa de sus padres en Berlín. Allí presentó los exámenes finales y de admisión a la universidad (Abitur), en la escuela Paulsen-Gymnasium.
En algunos pasajes de su libro «Aprender», Holzkamp relata vivencias de su último año en el internado y de su convalecencia de la tuberculosis en casa de sus padres. Con respecto a su último año en el internado (1946, primer invierno de después de la guerra), menciona su participación en un taller sobre Schopenhauer y su escrito Sobre la cuádruple raíz del principio de razón suficiente. Retrospectivamente, le atribuye a esta experiencia de aprendizaje «fuera de la disciplina escolar» un «significado especial» para su posterior trayectoria. Según cuenta Holzkamp, el tipo de discusión en ese taller, organizado «a la manera […] de un (buen) seminario universitario», con participantes que «comparten un interés» de conocimiento, le «resultaba cada vez más emocionante». Allí habría comenzado «a sospechar lo que significa pensar y argumentar de manera científica, esto es: fundamentar lo que uno dice, no omitir pasos en el pensamiento ni tratar de producir resultados por esa vía capciosa, no aparentar conocimientos, sino cuestionarlos permanentemente, no descalificar ni desatender las objeciones con el fin de justificarse a sí mismo, sino incluirlas entre las demás consideraciones». En esta situación, recuerda Holzkamp, «intuía que el mundo aparente que se nos presentaba en la escuela, un mundo de hechos conocidos y problemas resueltos, no era todo; sospechaba que detrás y más allá de esos hechos y problemas comenzaban las cuestiones realmente cautivadoras».
Durante la convalecencia de la tuberculosis y seis meses de reposo en casa, leyó las tres «Críticas» de Kant (Crítica de la razón pura, … de la razón práctica y … del juicio) que había encontrado en un estante de libros de su padre. Volviendo la mirada sobre ese periodo, Holzkamp considera que allí habría reaparecido el «compromiso» nacido en el taller sobre Schopenhauer, aunque Kant le «parecía mucho más interesante». Describe la lectura metódica que desarrolló durante su convalecencia como «aquella concentración serena que, con el tiempo, conocería como el estado y la situación subjetiva de la labor científica efectiva».

«En rigor, mi trayectoria científica comenzó aún antes de terminados los estudios secundarios. Tenía claro que seguiría una perspectiva similar […]. En las concepciones teóricas que desarrollé más adelante (incluida mi manera de apropiarme y comprender a Marx), los cuestionamientos kantianos continuaron siendo una base esencial, aunque no lo hicieran de manera directa e ininterrumpida».

### Estudio universitario y trayectoria científica

#### Primeros años: la crítica constructivista de Holzkamp a la psicología basada en la estadística y el experimento
Entre 1949 y 1954 Holzkamp estudió psicología en la Universidad Libre de Berlín. Trabajando como colaborador científico en la Universidad Libre de Berlín, comenzó a investigar teórica y experimentalmente la comprensión de las expresiones mímicas y gestuales, presentando su tesina de doctorado sobre esta temática en 1956. De 1955 a 1957 realizó encuestas sobre los prejuicios nacionales en Alemania junto a Kripal Singh Sodhi y Rudolf Bergius. A partir de 1957 impartió clases en psicología profunda, psicología de la expresión (Ausdruckspsychologie) y métodos psicológicos; a continuación pasó a ser el encargado oficial de la materia «psicología social» y más adelante también de la «psicología pedagógica» (como sucesor de Hans Aebli).
En esta fase se hicieron conocidas las investigaciones experimentales de Holzkamp en el ámbito de la psicología de la percepción, del pensamiento y, especialmente, de la psicología social. En 1963 presentó su trabajo de habilitación Theorie und Experiment in der Psychologie (Teoría y experimento en la psicología), publicada en 1964 y reeditada en 1981. En 1968 se publicó su trabajo Wissenschaft als Handlung (La ciencia como acción). En estos tratados científico-filosóficos, Holzkamp adoptó una perspectiva «constructivista», analizando la significación que se le asigna al experimento psicológico en cuanto instancia que pone a prueba el desarrollo teórico, y contrastándola con la falta de claridad en torno al problema de la «representatividad», esto es, la relación entre los resultados experimentales y las teorías psicológicas concebidas para su interpretación. La falta de claridad en torno a esta relación tendría como consecuencia la arbitrariedad de las concepciones, la confusión de los constructos acerca de la realidad con la realidad en cuanto tal, el endurecimiento dogmático con respecto a los planteamientos teóricos y el estancamiento del proceso científico.
Frente a la orientación «empirista» de la investigación psicológica experimental, Holzkamp subrayó que no percibimos la realidad como tal, sino que lo hacemos a través de la conceptualidad disponible. En consecuencia, el análisis teórico debería incluir y considerar esa conceptualidad como una parte del proceso de investigación. Habría que investigar sus efectos sobre la construcción de las hipótesis, la definición y la interpretación de los resultados. Contra la idea de un conocimiento científico que simplemente se deja conducir por la experiencia a medida que observa y analiza lo dado, Holzkamp pone de relieve el aspecto activo de la producción de los conocimientos. El cuestionamiento científico separaría su propio objeto a partir de la realidad cotidiana. En este sentido, el conocimiento científico debería ser entendido «como un modo determinado de la productividad humana», y no como una percepción meramente pasiva de los hechos.

#### El ascenso del movimiento estudiantil de 1968 en el Psychologische Institut de la Universidad Libre de Berlín. La reorientación «crítica» de Holzkamp
Desarrollada sobre la base de una «teoría “constructivista” de la ciencia», la crítica holzkampiana al experimento psicológico tradicional alcanzó cierto renombre dentro de la psicología experimental alemana. Cuando el movimiento estudiantil de 1968 llegó a la Universidad Libre de Berlín, Holzkamp era considerado como un «renombrado académico» o como un «exitoso profesor “burgués”». Él mismo consideraba que los problemas que hasta allí había señalado, podrían superarse sin abandonar el paradigma psicológico tradicional. Pero ahora, en su práctica, se enfrentaba con la crítica estudiantil  a la función político-social de la psicología dominante:

«Los docentes eran obligados a discutir sobre cuestiones relativas a la politización de la ciencia, se remodelaban cursos y seminarios, se cuestionaban la vida académica y los contenidos de la enseñanza tradicionales en panfletos, juntas, mítines y acciones de protesta informativa [Teach-in’s]».

La crítica estudiantil de la función político-social de la psicología puede ilustrarse mediante una cita de Holzkamp, de la charla dictada en 1968 por la estudiante Irmingard Staeuble  en la Confederación de Organizaciones Estudiantiles Alemanas (Verband Deutscher Studentenschaften):

«Cuando se observan los ámbitos en que laboran mayormente los psicólogos, se constata que: a) trabajan directamente al servicio del imperialismo (investigación bélica, “defensa psicológica”). b) Trabajan al servicio de la economía capitalista (investigación de mercados, publicidad). c) Participan indirectamente en la estabilización de la ideología burguesa (sondeo de opinión e investigación comunicacional). d) Se ocupan de clasificar y subordinar de una manera efectiva los rendimientos del individuo en el sistema de esta sociedad (todo tipo de selecciones; psicología laboral, orientación profesional). e) Actúan en pos de la adaptación (asesoramiento educativo y otros asesoramientos)»

Como supervisor de las tesis y otros trabajos estudiantiles, Holzkamp se encontraba directamente en contacto y discusión con «estudiantes críticos» que articulaban ésta y otras posiciones. Precisamente como supervisor, en 1964 y 1965, tuvo «duras disputas» con la citada estudiante Irmingard Staeuble, sobre las que reflexionaba en 1972:

«Al comienzo argumenté partiendo de la supuesta posición de superioridad del concepto positivista de la ciencia, hasta que, paulatinamente, me fui dando cuenta que tenía mucho que entender, cuestiones que hasta allí me habían resultado inaccesibles y de las que aún no sabía exactamente en qué consistían».

Ocupado de las posiciones estudiantiles, Holzkamp empezó a tomar parte en sus discusiones y actividades autoorganizadas. Entre 1967 y 1968 participó en un coloquio sobre textos de Teoría Crítica, especialmente de Jürgen Habermas, y sobre La ideología alemana de Karl Marx y Friedrich Engels. Allí se encontraba, como recordaría más adelante, «exclusivamente en la posición de quien aprende».
En 1970, Holzkamp se dirigió a las y los estudiantes con un texto dedicado al «problema de la relevancia de la investigación psicológica con respecto a la práctica» (Zum Problem der Relevanz psychologischer Forschung für die Praxis), en el que preguntaba, con Habermas, por la relevancia técnica y emancipadora de la investigación psicológica. Al mismo tiempo, el estudiantado se apropiaba los textos de Holzkamp, utilizándolos dentro del movimiento. Con las y los estudiantes como sus maestras y maestros y asumiendo el desafío que le planteaban, Holzkamp comenzó a estudiar con ellos El capital de Karl Marx. En el seminario estudiantil autónomo también participaban psicólogas críticas de la primera generación como, por ejemplo, la estudiante Irmingard Staeuble y asimismo asistentes científicos y colegas como Gisela Ulmann y Ute Osterkamp.
El estudio de El Capital de Marx, recordaría más adelante Holzkamp, dio inicio a «procesos de conocimiento tan profundos, que condujeron a una reestructuración no solo de nuestras concepciones psicológicas, sino de toda nuestra práctica de vida». Era un proceso de «crisis y cambio radical», en el que Holzkamp definía, poco a poco, los límites de las nociones que, hasta allí, había formulado en términos constructivistas formales, centrados en el proceso científico. Por más que hubiera sido correcto subrayar el aspecto activo de la producción de conocimientos, por ejemplo en Wissenschaft als Handlung (La ciencia como acción), también habría que referir las condiciones y el actuar científico a las relaciones sociales más allá del contexto científico inmediato. Era necesario reflexionar sobre la propia reproducción en esas relaciones. En este sentido, según Holzkamp, sus antiguos cuestionamientos constructivistas serían «un ejemplo de lo que se puede alcanzar y del punto en que uno se estanca cuando, en la propia visión, el actor científico [...] aparece tan solo como un individuo aislado, frente a una realidad hasta ahora intacta, es decir: cuando no se entiende que el conocimiento es un aspecto de la apropiación objetual de la naturaleza a través del trabajo de la sociedad en el proceso histórico».
Partiendo de Marx, Holzkamp consideraba ahora que una crítica efectiva a la psicología suponía la elaboración de un concepto de conocimiento científico que permitiera aprehender, en su interconexión, la relevancia social de la investigación psicológica y sus metas científicas de conocimiento y veracidad. Era necesario superar, en concordancia con las posibilidades histórico-científicas, «la ceguera» de la psicología burguesa «con respecto a las relaciones y, por ende, con respecto a las contradicciones», es decir: «en la medida en que estén dadas en el área objetual investigado, las contradicciones sociales también» deberían captarse «en el conocimiento científico».
Desde esta nueva perspectiva, en Sinnliche Erkenntnis (Cognición sensoria), de 1973, Holzkamp planteó que la crítica de la psicología tradicional siempre debería incluir un empeño por desarrollar la psicología, es decir, por elaborar una conceptualidad mediante la cual pueda reconocerse «el mismo espacio de la realidad» al que se refiere la psicología tradicional, pero «de una manera más amplia, menos distorsionada, “más exacta”». Una psicología de este tipo no podría separarse del proceso social. Por el contrario, debería partir de las experiencias de las personas en el proceso de la sociedad, con «una mirada, por así decirlo, “desde adentro”». La psicología debería tratar de articular conceptualmente estas experiencias, es decir, explicando las conexiones con la sociedad y las relaciones de la sociedad, debería tratar de hacer consciente [bewusst] lo que las personas saben [gewusst], ayudarles a reconocer [erkannt] lo conocido [bekannt] y a ascender desde la representación de una cosa hacia su concepto.

#### La respuesta conservadora a los cambios en el Psychologische Institut de la Universidad Libre de Berlín: campaña mediática y división del instituto
Antes de 1967, en la investigación y enseñanza del Psychologische Institut de la Universidad Libre de Berlín, dominaban los enfoques que se orientaban por los métodos y los resultados de la psicología experimental norteamericana. Estos enfoques entendían la psicología como una ciencia analítica empírica y nomotética. El movimiento estudiantil de 1968 no solo desarrollaba un nuevo tipo de crítica a esa psicología, sino que introducía nuevos contenidos en la carrera. Además, fundaba nuevas estructuras para el estudio de la psicología –como, por ejemplo, en 1967 y 1968, la Kritische Universität (universidad crítica), con más de treinta grupos de trabajo– y, sobre todo, el movimiento estudiantil introducía nuevas formas de discusión, cuestionamiento y debate.
Una parte del personal académico no estaba dispuesta a tomar parte en este tipo de cambios. Holzkamp, por el contrario, se comprometía con las y los estudiantes y apoyaba, entre otras cosas, el proyecto estudiantil barrial Schülerladen Rote Freiheit (Establecimiento escolar «Libertad roja»), asumiendo oficialmente la responsabilidad sobre el proyecto como precondición para su financiamiento estatal. A través del robo de documentaciones producidas en el proyecto psicopedagógico, se hicieron públicas las discusiones en las que las y los estudiantes de psicología trataban el tema de la sexualidad infantil. Se desató una campaña mediática enfocada sobre el grupo de estudiantes y Holzkamp. Simultáneamente, en la facultad de psicología, se constituía una iniciativa conservadora para la fundación de un segundo instituto de psicología. Fortalecida por la escandalización del Establecimiento escolar Rote Freiheit, la iniciativa tuvo éxito. En 1970 se disolvía el antiguo instituto y se establecían dos institutos, uno «conservador» y otro «de izquierda».
En este periodo, en el ámbito lingüístico alemán, el instituto «de izquierda» solía denominarse Holzkamp-Institut (Instituto Holzkamp). No obstante, como producto de las luchas estudiantiles, allí también estaban representadas, junto a las posiciones psicológico-críticas, enfoques psicoanalíticos, psicología comunitaria, feminismo, psicología tradicional y, más adelante, también el posestructuralismo. Para Holzkamp y una gran parte de las y los docentes, el establecimiento del instituto significaba elaborar, en muy poco tiempo, un plan de estudios alternativo. Por una parte, el plan debía orientarse a superar los problemas del currículo tradicional pero, por otra parte, el nuevo currículo también debía adecuarse al reglamento general de estudios y exámenes de las universidades alemanas y entregarles una titulación reconocida a las y los estudiantes.

#### De la pregunta por una «psicología crítica»…
La «Psicología Crítica», impulsada por el grupo de trabajo en torno a Holzkamp fue, desde el primer momento, un proyecto colectivo. Más que la construcción de un nuevo enfoque, al comienzo, se planteó la cuestión general de una psicología «crítica», emancipadora. En esta época se discutía intensamente sobre esta posibilidad, y no solo en Berlín.
En 1970, un grupo de estudiantes de la ciudad de Bochum publicó materiales para el estudio autónomo del movimiento, bajo el título kritische psychologie, en una compilación que incluía textos de autores marxistas como Theodor Adorno, Klaus Holzkamp, Herbert Marcuse y Wilhelm Reich, discursos y conferencias de estudiantes críticas como Irmingard Staeuble, y resoluciones de congresos estudiantiles de la época (Nantes  y Tubinga  1968, Hanover  1969). En la contraportada aparecía la proclama estudiantil de Nantes, que terminaba con la frase: «La AGEN-UNEF llama a todos los estudiantes de psicología a desertar de su sección». Análogamente, la resolución del Kongress kritischer und oppositioneller Psychologie (congreso de psicología crítica y oposicional) decía:

«La psicología fue y es un instrumento de los dominantes. En consecuencia, solo es utilizable en cuanto conocimiento acerca del sistema de dominación. La alternativa concreta al sueño de una remodelación que convierta la psicología en un instrumento de la lucha de clases, es su destrucción».

Consecuentemente, la frase final exclamaba: «¡DESTRUID LA PSICOLOGÍA!» A esta resolución le seguía la «contra-resolución» del mismo congreso, cuyo punto tercero defendía la «razón de ser de la psicología crítica»:

«… una psicología crítica [será] posible y necesaria en el futuro, justamente para la transformación revolucionaria de la sociedad, [una transformación] que no puede dejar de lado, junto al aspecto económico-objetivo, el aspecto psicológico-subjetivo».

La edición estudiantil autogestionada también contenía la ponencia de Irmingard Staeuble, de 1968, con la pregunta: «¿Dónde se encuentran las bases [Ansätze] para una psicología crítica?».

#### … a la «Psicología Crítica»
El nuevo Psychologische Institut «de izquierda», surgido tras la retirada de las posiciones «conservadoras», ofrecía un espacio de discusión en el que también se incluían estas últimas. Holzkamp, junto a estudiantes y docentes de la línea crítica, comenzaba a trabajar en el desarrollo de una «Psicología Crítica». En esta labor colectiva participaban incluso algunos de los antiguos partidarios de la «destrucción» de la psicología (en el sentido de la resolución mencionada). Entretanto, muchos estudiantes de izquierda se habían recibido y comenzaban a trabajar como asistentes científicos o en la docencia, de manera que, «por lo menos en algunas asignaturas, era posible emprender» un debate y desarrollo crítico «dentro de los estudios regulares».
Poco a poco, también llegaban científicos desde el exterior a tomar parte en el proyecto psicológico-crítico del Psychologische Institut de Berlín Occidental. En 1971 llegó desde la República Democrática Alemana el biólogo Volker Schurig para trabajar en el instituto como profesor asistente. Junto con Holzkamp editó, en 1973, una obra de significación fundamental para la naciente Psicología Crítica: Probleme der Entwicklung des Psychischen, de Alekséi Nikoláyevich Leóntiev (traducción alemana de Проблемы развития психики, Problemas del desarrollo del psiquismo). Partiendo de propuestas leontievianas, las investigaciones de Schurig –sobre todo en torno a la hominización, bajo el aspecto del psiquismo– serían de una importancia fundamental para Holzkamp y la Psicología Crítica. A continuación se sumaron al proyecto, entre otros, Reiner Seidel, quien investigó el pensar humano desde una perspectiva crítico-psicológica, Eckart Leiser, quien desarrolló sobre todo la visión crítica de la estadística y sus limitaciones en relación con la psicología, y Wolfgang Maiers, con investigaciones psicológico-críticas sobre la teoría de la ciencia y del conocimiento. Morus Markard realizó aportes a la crítica de la psicología social burguesa, a la investigación psicológico-crítica de la práctica y a cuestiones metodológicas en general. En 1977 también llegó de Dinamarca Ole Dreier, para presentar una investigación que analizaba una terapia familiar desde una perspectiva psicológico-crítica.
Como cofundadora de la Psicología Crítica berlinesa, Ute Osterkamp, desde el primer momento en el nuevo Psychologische Institut, desarrolló la crítica de las teorías de la emoción y psicología motivacional. En 1975 y 1976 se publicaron los resultados de su extenso trabajo sobre la «investigación de la motivación» (Motivationsforschung), obra fundamental para la ulterior obra de Holzkamp y su círculo. Gisela Ulmann comenzó a tratar la temática educativa, pedagógica y del aprendizaje desde la perspectiva de lo que, más adelante, se denominaría la «ciencia del sujeto» (Subjektwissenschaft), participando en proyectos de investigación como el dedicado al «desarrollo del sujeto en la primera infancia» (Subjektentwicklung in der frühen Kindheit), iniciado por Holzkamp. A partir de 1971 también se encontraba en el Psychologische Institut la socióloga Frigga Haug, quien inició un intercambio permanente y crítico con el círculo de trabajo holzkampiano; junto a representantes de distintas disciplinas, fundó el proyecto de investigación Automation und Qualifikation (automatización y calificación) y, sobre todo, desarrolló la línea de un feminismo marxista, introduciendo conceptos de la Psicología Crítica en el feminismo y del feminismo en la Psicología Crítica.
Según Gisela Ulmann, en este proceso, la «Psicología Crítica» surgía como

«un “proyecto colectivo”, en la medida en que trabajábamos por la “tercera cosa en común”. Al igual que todos nosotros, Klaus Holzkamp difícilmente publicaba algo que no hubiera presentado antes a las y los colegas que considerara competentes o a las y los estudiantes en sus seminarios y conferencias. Asumía la crítica o la descartaba y, cuando agradecido la consideraba justa, reorientaba su pensar. Recuerdo una frase que nos dijo en los años 70, después de haber cambiado su opinión en el curso de una discusión: –ustedes no pueden hacerme responsable de lo que dije hace cinco minutos, sin que antes haya escuchado sus argumentos».

Los debates más importantes en torno a la «Psicología Crítica» se recogieron primero en la revista Das Argument (en los años 1975 y 1977), y a partir de 1978 en la revista Forum Kritische Psychologie, fundada por Holzkamp y colegas. En el contexto de estas discusiones, se cristalizaron dos líneas analíticas fundamentales de la crítica de la psicología: una relativa a la psicología en cuanto ciencia y la otra relativa a su objeto.

##### Análisis relativo a la ciencia psicológica
En la crítica de la psicología, esta línea se concentra en el análisis de las formas en que la psicología contribuye, en distintos ámbitos y sectores de la sociedad, a justificar ideológicamente y a estabilizar las relaciones de poder existentes. Una relevancia particular tienen, en este caso, los análisis que persiguen la génesis y función social de determinados conceptos en la historia de la psicología. Por esta vía, se trata de comprender las relaciones históricas que, en una época determinada, condicionaron las posibilidades y las limitaciones del conocimiento, en conexión con lo que se iluminaba, sugería, pero también tergiversaba, desconocía o silenciaba mediante determinados conceptos psicológicos. Esto se puede ilustrar sobre todo con los análisis sobre la génesis social de la psicología, realizados por Siegfried Jaeger e Irmingard Staeuble. También pueden citarse, a manera de ejemplo, los trabajos en los que Ute H.-Osterkamp analizó nociones freudianas que resultaban esenciales para la perspectiva holzkampiana de la Psicología Crítica, enfocando, precisamente, el aspecto histórico de sus génesis y funciones sociales. Asimismo, pertenece a esta línea de la crítica la conferencia de Holzkamp sobre «La posición que ocupa el psicoanálisis en la historia de la psicología».

##### Análisis relativo al objeto de la psicología. El enfoque genético-reconstructivo
Esta línea investigativa se centra en el desarrollo o, más exactamente, fundamentación de los conceptos psicológicos básicos. Se trata de dilucidar las representaciones cotidianas del psiquismo humano y los fenómenos a los cuales se refieren, para entender la relación contradictoria entre sus aspectos naturales, sociales y biográfico-individuales. Para ello, Holzkamp propuso realizar una reconstrucción filogenética e histórico-social, basada en el procedimiento del desarrollo conceptual genético-reconstructivo aplicado por Karl Marx en El Capital. Marx sigue «la génesis» de la «forma dineraria, […] el desarrollo de la expresión del valor contenida en la relación de valor existente entre las mercancías: desde su forma más simple y opaca hasta la deslumbrante forma de dinero», y por esta vía elabora los conceptos para la crítica de la economía política. De manera análoga, Holzkamp desarrolla, por vía genético-reconstructiva, las categorías del psiquismo humano.
El punto de partida de la reconstrucción holzkampiana lo constituyen las representaciones del psiquismo comúnmente utilizadas en la vida cotidiana y en la ciencia. Se ha de avanzar «del previo conocimiento cotidiano hacia el “concepto”» del psiquismo humano. Con este fin, Holzkamp retoma «la determinación objetiva del psiquismo realizada por Leóntiev» y retrocede hasta el origen del psiquismo como tal, para, a partir de allí, reconstruir el proceso histórico-natural en el que tomaron forma y se diferenciaron las funciones del psiquismo. Pasando por la antropogenia, con la transición al nivel económico-social de la producción de la vida, la reconstrucción llega finalmente a una nueva determinación de la cualidad del psiquismo específicamente humano.
La explicación por separado del análisis relativo a la ciencia psicológica y del análisis relativo al objeto de la psicología no significa, empero, que ambos tipos de análisis se excluyan mutuamente. Por el contrario, dicho con palabras de Holzkamp, en un «un análisis histórico completo», cada segmento del objeto psicológico (por ejemplo las «necesidades», la «percepción», etc.) debería ser considerado «por así decirlo, en la “intersección” de las dos líneas del desarrollo histórico», esto es: la línea del psiquismo en cuanto objeto y la de la psicología en cuanto ciencia.

##### Actualidad de la «reconstrucción genética» del psiquismo
La «reconstrucción» histórica o «genética» del psiquismo y sus funciones no puede realizarse sino a partir de los materiales y resultados que, en un momento dado, se encuentren a disposición de la ciencia. Se trata de materiales y resultados tomados de la etología, antropología, etnología, etc. «actuales». Así pues, es inevitable que, con el tiempo, cambien tanto el estado de la investigación como los discursos y los grupos de interés que debaten sobre los temas tratados en las «reconstrucciones». Por ende, plantea Holzkamp, la elaboración «reconstructiva» de los conceptos de la Psicología Crítica «permanece en desarrollo» y es siempre renovable. 
Por una parte, «los conceptos sujeto-científicos […] pueden “envejecer” desde un punto de vista histórico». Por otra parte, como escribe Holzkamp en un escrito programático de 1970, también es necesario «reflexionar permanentemente sobre la psicología emancipadora / crítica, sus condiciones de origen dentro de la sociedad de clases burguesa y, por ende, sobre su implicación específica en intereses de clase». En otras palabras, la Psicología Crítica debe «aplicar su propio método histórico-crítico a sí misma».

Por ejemplo, en la obra principal de Holzkamp, la Grundlegung der Psychologie (Fundamentación de la psicología), «se reformularon y precisaron, bajo aspectos esenciales», las «concepciones sobre la psicogénesis del lenguaje» desarrolladas una década antes en la Sinnliche Erkenntnis (Cognición sensoria).

En otro plano, las correcciones que Holzkamp realiza en Grundlegung der Psychologie se refieren incluso a la aplicación del propio enfoque genético-reconstructivo, o más exactamente, al error de una «universalización del enfoque histórico-funcional» –la parte histórico-natural de la reconstrucción– en sus anteriores investigaciones.

Otro ejemplo es el del contexto histórico en el cual se escribió la obra Grundlegung der Psychologie. Publicada en 1983, esta obra contiene algunos pasajes referidos a las «sociedades socialistas». Más adelante, en 1990, en una situación histórica modificada, Holzkamp señala que sigue considerando fundadas las argumentaciones de dichos pasajes aunque, sin embargo, «luego de la “reunificación alemana”, el tipo de formulaciones allí usado [le] resulta extraño y anticuado bajo muchos aspectos».

El proceso de los debates, cambios de acento y elaboración de nuevas perspectivas y enfoques de Holzkamp y su grupo de trabajo está documentado en los artículos escritos entre sus obras principales, publicados sobre todo en la revista Forum Kritische Psychologie.

##### Hacia una fundamentación científica de las categorías psicológicas
En cuanto investigación empírica, el procedimiento genético-reconstructivo descrito tiene el sentido de una reflexión: se trata de entender cuáles serían las características de una conceptualidad psicológica adecuada según el estado actual de los conocimientos científicos y luego, con esta conceptualidad, se trata de posibilitar un análisis igualmente reflexivo y adecuado de la situación empírica concreta. Gracias a esta labor categorial previa, se evitaría, más adelante, en el trabajo psicológico concreto, por ejemplo, que las cuestiones humanas sean reducidas a un nivel pre-humano o animal, o que a las personas se les atribuyan cualidades sobre la base de meros prejuicios.
Conforme a esta reconstrucción genética, en la denominación «Psicología Crítica», la palabra «“crítica” se deriva de la “Crítica de la economía política”». Para Holzkamp, esto significa: primero, el desarrollo «crítico» reconstructivo-genético de los conceptos psicológicos; segundo, la crítica de los errores de la psicología existente con respecto al objeto investigado, incluida la función de esa psicología en cuanto ciencia al servicio de la adaptación y el control, y, tercero, la crítica de las relaciones sociales en las que resulta funcional dicha psicología.
Entre los resultados de la reconstrucción genética-histórica es de especial significación el concepto de la «naturaleza social». Este concepto sintetiza la potencia «biológica» del ser humano –única entre todos los seres vivos– de desarrollarse individualmente a través de su integración en procesos histórico-sociales, deviniendo portador y transformador de los mismos.
Apuntando hacia una fundamentación científica de las categorías psicológicas, Holzkamp subrayó que la Psicología Crítica no constituiría una teoría, una línea investigativa o una escuela determinada. Más bien representaría una contribución científica para la fundamentación metodológica-categorial de una psicología que permita reconocer cuán «inhumano» es reducir la subjetividad humana a la representación de un individuo «sin mundo», un individuo que solo ha de adaptarse a las condiciones dadas.
No obstante, la elaboración de los conceptos es solo el primer paso: la precondición para reconocer las limitaciones que las relaciones y formas del pensar dominantes le imponen al actuar y al pensar general y propio. El segundo paso, esencial, sería entonces el análisis –realizado desde el punto de vista del sujeto– de las limitaciones, temores y amenazas concretas, determinadas de maneras tanto subjetivas como objetivas, que impiden la realización de ese reconocimiento. En este sentido, los conceptos [Begriffe] psicológico-críticos sirven para dilucidar e inteligir [Begreifen] la realidad social del propio actuar.

##### La elaboración integral del concepto de la «naturaleza social» del ser humano
Según Holzkamp, si partimos de que el ser humano produce las condiciones de vida bajo las cuales, al mismo tiempo, se encuentra, esto también debería dilucidarse psicológicamente. Es decir, dentro de lo posible, habría que asegurarse de que esta «doble relación» pueda ser captada de una manera adecuada, a través de las categorías analíticas elaboradas y utilizadas en la psicología. Correspondientemente, Holzkamp y sus colaboradores intentaron elucidar la relación entre la reproducción social e individual en los diferentes ámbitos funcionales del psiquismo, haciendo referencia a la «naturaleza social» de los seres humanos en cuanto instancia de la mediación entre su «naturaleza» y su «socialidad». Desde esta perspectiva se reelaboraron, por ejemplo, las categorías de la percepción, la emoción, el pensar y la capacidad de acción a partir de una reconstrucción del desarrollo histórico-natural e histórico-social del ser humano. A su vez, sobre esta base, se hicieron visibles las características reducidas o reductoras de los respectivos conceptos dominantes, permitiendo un nuevo análisis de sus funciones. La «doble posibilidad» de adaptarse a las relaciones dadas o de superar las condiciones que fuerzan esa adaptación, se concretizó en «pares conceptuales» como, por ejemplo, capacidad restrictiva de acción vs. capacidad generalizada de acción, pensar interpretativo vs. pensar intelectivo, motivación vs. coacción interiorizada, aprendizaje defensivo vs. aprendizaje expansivo.

##### Una psicología desde el punto de vista del sujeto con la categoría central de la capacidad de acción
En su obra principal, la Grundlegung der Psychologie (Fundamentación de la psicología), Holzkamp reelaboró los resultados de una década de investigaciones psicológico-críticas. Como dice la contratapa del libro, su intento era desarrollar el concepto de una investigación y práctica que «ya no pasen por alto el tema de la (inter-)subjetividad humana y que, precisamente allí, puedan alcanzar la objetividad científica». La noción central, en esta obra, es la capacidad personal de acción en cuanto capacidad de las personas para disponer, en la práctica, de sus condiciones de vida. El concepto «capacidad de acción» permite analizar los modos concretos en que se manifiesta la situación subjetiva como conflicto entre dos posibilidades que, desde el punto de vista estructural, existen básicamente a la hora de afrontar las situaciones:

Por una parte, existe la tendencia «espontánea» de atenerse a las posibilidades concedidas para satisfacer los intereses individuales, en el sentido de una «capacidad restrictiva de acción», reproduciendo las formas del pensar sugeridas por la situación (por ejemplo, bajo relaciones capitalistas, comportarse de forma competitiva). Por otra parte, siempre existe la alternativa de ampliar las posibilidades mediante una transformación de las condiciones sociales mismas, en la perspectiva de una «capacidad generalizada de acción». No obstante, cuanto más relevantes sean las posibilidades que resulta necesario ampliar, tanto más implicarán mediaciones y presupondrán, para su ampliación y transformación, la unión con otras personas.

Con respecto a la dinámica de la capacidad restrictiva de acción, los análisis de Holzkamp iluminan una serie de contradicciones conectadas con las constelaciones de poder que atraviesan las relaciones burguesas de clase. Bajo condiciones sociales en las que se excluye directamente la posibilidad de una disposición colectiva de las propias condiciones de vida, la opción de ampliar las posibilidades sociales existentes junto a otras personas encierra el peligro de entrar en conflicto, precisamente, con aquellas instancias que reclaman para sí el control sobre el proceso social. Sin embargo, desistir de la perspectiva de una capacidad generalizada de acción significa “tomar parte” en relaciones que refuerzan su carácter de relaciones dominantes precisamente a través de este tipo de “participación”. Y esto no ocurre solo en perjuicio propio, sino también en el de los demás, pues se refuerzan relaciones que, así como resultan dañinas para la propia persona, también pueden serlo para otras personas en situaciones sociales similares. Para el individuo, el intento de salvarse solo él, significa, al mismo tiempo, renunciar a las potenciales compañeras y compañeros de una transformación y superación colectiva de las condiciones restrictivas. En lugar de la disposición y transformación colectiva de las condiciones de vida, aparecen los intentos de asegurarse de manera defensiva frente a los demás, o de mantenerlos bajo control para conservar la propia seguridad. De esta manera, en su intento de enfrentar y rechazar las amenazas, uno mismo «puede contravenir sus propios intereses generalizables».
Ahora bien, hay que suponer, «como algo “de por sí evidente”», dice Holzkamp, «que nadie actúa conscientemente en contra de sus propios intereses o –dicho de otro modo– que nadie causa daño a sí mismo conscientemente». En otras palabras, si el propio actuar ha de ser funcional a los propios intereses, es necesario explicar la violación de los propios intereses vitales de tal manera que –desde el propio punto de vista– no parezca violatoria ni dañina con respecto al propio interés. Dado el caso, será necesario desdeñar personalmente las consecuencias del fundamento restrictivo de la propia capacidad de acción, darles una interpretación distinta, negarlas, reprimirlas, etc. En este contexto se plantea la cuestión de las precondiciones bajo las cuales el individuo sería capaz de reconocer, articular y expresar, sin maquillarla, la realidad social del propio actuar. Esta es la cuestión de la relación entre el conocimiento que podemos desarrollar y las posibilidades de acción que nos están dadas: defensa en contra de todos los conocimientos y conclusiones que conducirían a un actuar para el cual no nos consideramos preparados.
Desde la perspectiva esbozada, Holzkamp desarrolló la concepción psicológico-crítica del «inconsciente», los «mecanismos de defensa», la «represión», etc., sobre la base de los trabajos en los que Ute H.-Osterkamp reinterpretó los conceptos psicoanalíticos de Sigmund Freud.

##### El concepto de las «razones subjetivas de la acción» y el discurso de las fundamentaciones o razones
Holzkamp subraya que el desarrollo de una psicología desde el punto de vista del sujeto, en la que se trata de tomar conciencia de la socialidad del propio actuar, hace necesario complementar el concepto teórico-social de las «condiciones objetivas» con un concepto científico-individual adecuado, de igual nivel de generalidad: el concepto de las «razones subjetivas de la acción». Las acciones y situaciones subjetivas de los seres humanos ni son «condicionadas» directa y externamente, ni son el resultado de meras construcciones subjetivas del significado, sino que «se fundan» en las condiciones de vida. Por ende, el discurso de las fundamentaciones o razones [Begründungsdiskurs] constituiría el único lenguaje psicológico adecuado.
Reconocer la subjetividad de otras personas, significa reconocer el hecho de que sus acciones son fundamentadas, las personas tienen «razones» para actuar de una manera determinada. Sin embargo, estas «razones» «son siempre razones en “primera persona”» y, por lo tanto, solo pueden esclarecerse con la ayuda del sujeto actuante. Por ende, según Holzkamp, reconocer el discurso de las razones o fundamentaciones como el medio en el cual se desarrolla la investigación, implicaría un cambio fundamental en la relación entre las personas que toman parte en la misma: dejando atrás la relación tradicional de investigadores e investigados, hacia una relación entre (co-)investigadores. Dicho de manera simplificada, se trata de producir, dentro de lo posible, una relación con igualdad de derechos para todas las personas participantes, una relación que les permita identificar las razones potencialmente restrictivas de sus formas de enfrentar la vida y, frente a ello, perspectivas de acción generalizables.

##### Una teoría del aprendizaje desde el punto de vista del sujeto de aprendizaje
La última monografía de Klaus Holzkamp es Lernen: Subjektwissenschaftliche Grundlegung (Aprender: fundamentación sujeto-científica), de 1993. Partiendo de la conceptualidad sujeto-científica precisada en Grundlegung der Psychologie (Fundamentación de la psicología), Holzkamp cuestiona la noción del aprendizaje en cuanto actividad impuesta y controlada de manera externa, la cual sería característica de todas las teorías psicológicas del aprendizaje. Frente a esto, Holzkamp propone entender la relación enseñanza-aprendizaje «en cuanto caso especial de condiciones de aprendizaje fijadas por entidades externas», y elaborar «una teoría del aprendizaje desde el punto de vista del sujeto del aprendizaje, es decir, una teoría que en el plano conceptual no mezcle este punto de vista con las actividades de enseñanza establecidas de manera externa».
En primer lugar, Holzkamp trata de comprender qué podría hacer necesario, desde el punto de vista del sujeto, el aprendizaje. Por una parte, pregunta por las condiciones o premisas bajo las cuales el sujeto solo podría fundamentar el aprendizaje de manera «defensiva», como un aprendizaje por así decirlo forzado. Por otra parte, pregunta por aquellas condiciones bajo las cuales el aprendizaje puede experimentarse de manera «expansiva», como un incremento de la propia capacidad de disponer de las condiciones de vida individualmente relevantes. En este primer paso, Holzkamp investiga las condiciones subjetivas para el surgimiento de las «problemáticas de aprendizaje», así como la fundamentación defensiva o expansiva del aprendizaje sin «las frecuentes confusiones del aprendizaje con la enseñanza (escolar)».
Desarrolladas estas cuestiones, en el siguiente paso, Holzkamp se aproximó a la escuela como un conjunto socialmente específico de posibilidades e impedimentos para el aprendizaje. En este caso, recurre a las investigaciones en torno a la disciplina escolar condensadas en la obra Surveiller et punir (Vigilar y castigar) de Michel Foucault. El concepto foucaultiano de los «dispositivos disciplinarios», explica Holzkamp, haría visibles «determinados mecanismos con los que se oculta la contradicción entre las libertades burguesas formales y el antagonismo de clase». Mediante este recurso, Holzkamp analiza relaciones como la formación de rangos, la asignación de calificaciones, la producción de distribuciones normales de los rendimientos escolares, la economía del tiempo y la vigilancia.

##### Últimos trabajos de Holzkamp (publicados póstumamente): los estudios preliminares en torno a la «conducta de vida»
El último proyecto asumido por Holzkamp estaba dedicado a la «conducta de vida». Al respecto existen únicamente los fragmentos de dos estudios preliminares, publicados póstumamente en 1995 y 1996. En ellos Holzkamp hace referencia al concepto sociológico de conducta de vida proveniente de Max Weber. En especial, se refiere al proyecto de investigación Flexibilisierte Arbeitsverhältnisse und die Organisation der individuellen Lebensführung (Las relaciones laborales flexibilizadas y la organización de la conducta de vida individual) de la Universidad de Múnich. En este proyecto Holzkamp reconoce el intento de captar el carácter sistémico de la conducta cotidiana de vida y de la rutinización del día a día sin negar la contribución activa del individuo. El análisis focaliza las formas en que el individuo aborda las exigencias de sus distintos ámbitos cotidianos en las relaciones de vida del capitalismos posfordista, esto es, las formas en que trata de sentar prioridades «provechosamente», haciendo compromisos, neutralizando contradicciones, etc. No obstante, señala Holzkamp, las autoras y autores del mencionado proyecto sociológico de investigación de la conducta de vida solo pretendían contribuir a un «análisis empírico de la estructura social». Holzkamp, en cambio, propone desarrollar la cuestión de la «conducta cotidiana de vida» en una «psicología desde el punto de vista generalizado del sujeto», «articulada en el discurso de las fundamentaciones o razones» (im Begründungsdiskurs). A este respecto, la «intención central del interés cognoscitivo de la ciencia del sujeto» radicaría en «el concepto de “autoesclarecimiento” [Selbstverständigung] (acuñado por Marx)». La cuestión a esclarecer es: de qué modo se puede alcanzar capacidad de acción, primero, en vista de las experiencias contradictorias en distintos espacios de vida y, segundo, en vista de las diferentes posibilidades que existen para interpretarlas. Se pregunta por el modo en que la persona podría desarrollar sus propias posibilidades de acción y de vida para que se vuelva posible una disposición consciente de sus condiciones de vida individualmente relevantes. Para ello, Holzkamp propone dilucidar, en el proceso del autoesclarecimiento (conjunto), las formas aparentemente «lógicas» u «obvias» en que la persona organiza su propia conducta de vida; la perspectiva es «trascender la inmediatez» de este tipo de organización, de tal manera que pueda entenderse su conexión con estructuras, formas del pensar y del relacionarse más amplias, mediadas por «conflictos reales de poder y de intereses». Allí donde la ampliación de la propia capacidad de disponer de las condiciones de vida presupone una transformación de las relaciones sociales, se plantea, en último término, la cuestión de la conexión entre los cambios que sería necesario llevar a cabo (llegado el caso, junto con otras personas) en contra de las relaciones actualmente dominantes y los cambios que, con este fin, debería introducir el individuo en su propia conducta de vida.

### Proyectos y grupos de trabajo
A lo largo de los años, Holzkamp participó en diversos proyectos de investigación y grupos de trabajo; entre ellos destacan, en orden cronológico:
- El proyecto Schülerladen Rote Freiheit (Establecimiento escolar «Libertad Roja»), realizado en 1969 de forma autónoma por estudiantes, con la firma de Holzkamp como responsable (como prerrequisito para su implementación en el contexto institucional universitario);[128]

- El proyecto Subjektentwicklung in der frühen Kindheit (El desarrollo del sujeto en la primera infancia), iniciado por Holzkamp y realizado conjuntamente con otras y otros colegas entre 1978 y 1983.[129] En este proyecto se analizaron, entre otras cosas, las formas en que niños y adultos interactúan en la familia, creando posibilidades de acción, pero también limitándose mutuamente y a sí mismos;[130]

- Las Theorie-Praxis-Konferenzen (Conferencias de teoría y práctica) que Klaus Holzkamp iniciara en 1983, en cooperación con el equipo editorial de la revista Forum Kritische Psychologie y profesionales de la práctica psicológica extrauniversitaria. Su objetivo fue analizar conjuntamente las contradicciones de la actividad psicológico-práctica y elaborar, sobre esa base, nuevas perspectivas y posibilidades de acción;[131][v]

- El proyecto Subjektwissenschaftliche Lernforschung (Investigación sujeto-científica del aprendizaje) iniciado por Holzkamp en 1993, que tomaba los resultados sintetizados en el libro Aprender: fundamentación sujeto-científica como base para la investigación «empírica-actual» del aprendizaje;[132] y finalmente

- La participación de Holzkamp, en la década de 1990, en el proyecto de investigación Rassismus und Diskriminierung (Sobre el racismo y la discriminación, 1984-1995), dirigido por Ute H.-Osterkamp, en el cual se investigaron las estructuras subjetivas de los conflictos en centros de refugiados de la Cruz Roja Alemana.[133]